# エス・オー・プロモーション
株式会社エス・オー・プロモーション (SO Promotion) は、フリーアナウンサーやリポーターのマネジメントなどを行う芸能事務所。
フリーアナウンサー第1号と称される押阪忍とその妻・栗原アヤ子が1971年（昭和46年）に創業した個人事務所を起源とする。現在は押阪夫妻の長男であるDJ OSSHYこと押阪雅彦が代表取締役社長を務めている。
1994年（平成6年）からは「押阪忍のトークアカデミー」と称する話し方講座（アナウンススクール）を開校しており、所属タレントが講師を務めている。

## 主な所属タレント（五十音順）

### 女性
- 飯野詩帆
- 内田朱美
- 老子知歩
- 大里希世
- 落合こず恵
- 加藤知華
- 金杉陽子
- 刈川杏奈
- 坂田陽子
- 竹矢宣子
- 田中未花
- 寺澤京子
- 中村まり
- 名和田知加
- 西野七海
- 野中美里
- 林愛実
- 本岡なり美
- 安田真理

### 男性
- 浅野靖典
- 山口真孝

## 過去に所属した主な人物
- 魚住純子
- 小笠原聖
- 朝妻久実
- バロン山崎
- 福島英絋
- 石井由紀子
- 江口桃子
- 國友真由美
- 山崎いさお
- 小林厚妃（現とちぎテレビ）